# Indicatif régional 321

Carte de l'État de la Floride avec les territoires de ses fuseaux horaires et de ses indicatifs régionaux.

L'indicatif régional 321 est l'un des multiples l'indicatifs téléphoniques régionaux de l'État de la Floride aux États-Unis. Il couvre un territoire situé au centre-est de l'État.
La carte ci-contre indique le territoire couvert par l'indicatif 321.
L'indicatif régional 321 fait partie du Plan de numérotation nord-américain.